# Ryki
Rykiⓘ é um município no leste da Polônia. Pertence à voivodia de Lublin, no condado de Ryki. É a sede da comuna urbano-rural de Ryki.
Estende-se por uma área de 27,2 km², com 9 498 habitantes, segundo o censo de 31 de dezembro de 2021, com uma densidade populacional de 349,2 hab./km².

## Localização
A cidade está localizada na parte noroeste da voivodia de Lublin, na fronteira com a voivodia da Mazóvia, na estrada nacional n.º 17: Varsóvia − Lublin, 100 km a sudeste de Varsóvia e 64 km a noroeste de Lublin.
Ryki pertence à terra histórica de Stężyca, localizada na parte norte da região de Sandomierz, na Pequena Polônia.
Geograficamente, ela se encontram na parte sul do planalto de Żelechów, parte da planície da Podláquia do Sul. Está situada a 64 quilômetros a noroeste de Lublin no rio Zalesianka (o afluente da margem direita do rio Wieprz).
Nos anos de 1975 a 1998, a cidade pertenceu administrativamente à antiga voivodia de Lublin.

## Toponímia
O nome Ryki aparece pela primeira vez em um documento de 1439 como Riki. Provavelmente vem do nome pessoal Ryk, usado no plural.

## História
Ryki foi fundada no século XV como vila real e manteve essa característica até finais do século XVIII. Inicialmente, Ryki fazia parte da Terra de Radom na voivodia de Sandomierz. A partir do final do século XVI, ela pertenceu à Terra de Stężyca e, a partir da primeira metade do século XVII, a terra real de Ryki foi disponibilizada para os servos mediante um contrato de arrendamento ou penhor e arrendada pelas famílias Ossoliński e Lubomirski.
A partir de 1759, o starosta de Ryki era o castelão Stanisław Poniatowski do brasão Ciołek, o voivoda da Mazóvia e o starosta da Cracóvia.
Em 1782, Ryki recebeu os direitos de cidade e os perdeu em 1810. Em 1836, a propriedade governamental de Ryki e Sarn foi comprada do Tesouro Público da Polônia do Congresso pelo conde Jan Nepomucen Jezierski, que nos anos 1836−1843, construiu 31 tanques de reprodução de peixes (entre outros em Buksa), 4 moinhos e uma serraria. A fazenda de pesca era uma das melhores do Reino, e Ryki era chamada de “capital das carpas”. Jezierski também encomendou a reconstrução do antigo palácio de Stanisław Poniatowski. A construção da estrada para Lublin em 1835, bem como a linha ferroviária de Łuków a Dęblin contribuíram para a recuperação econômica. Ryki foi um importante centro do movimento hassídico. A primeira comunidade judaica independente em Ryki foi fundada em 1842. Em meados do século XIX, quase 50% dos habitantes eram judeus.

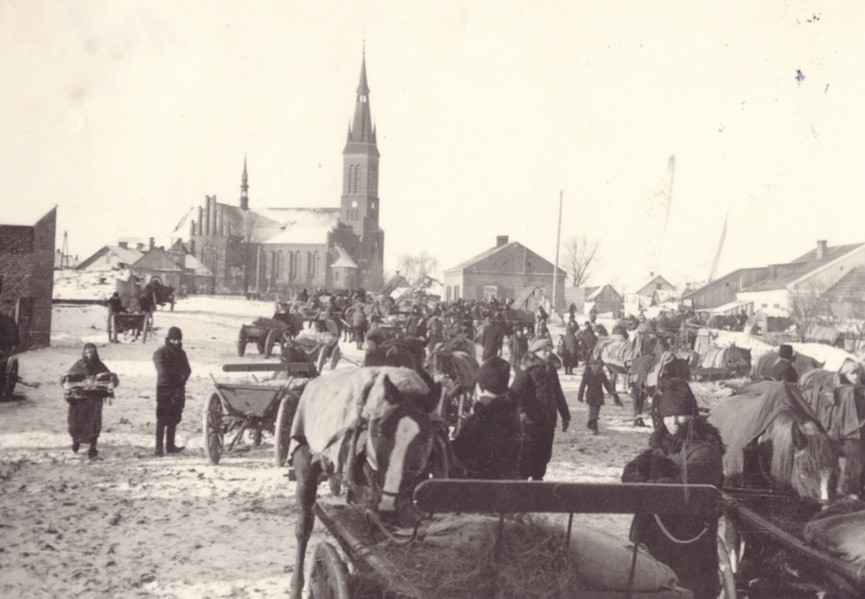
Ryki durante a ocupação alemã em novembro de 1939

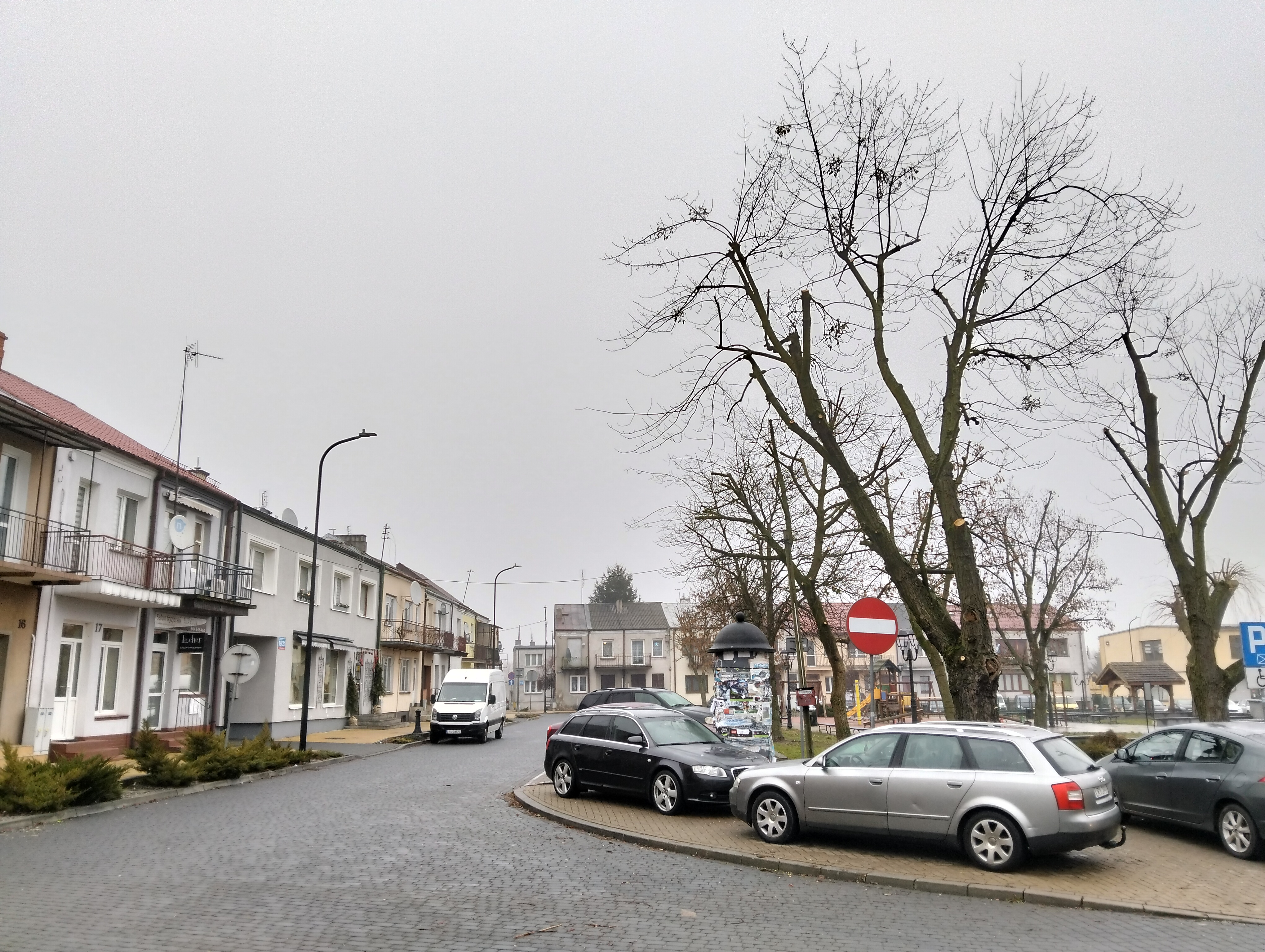
Praça do Mercado Antigo

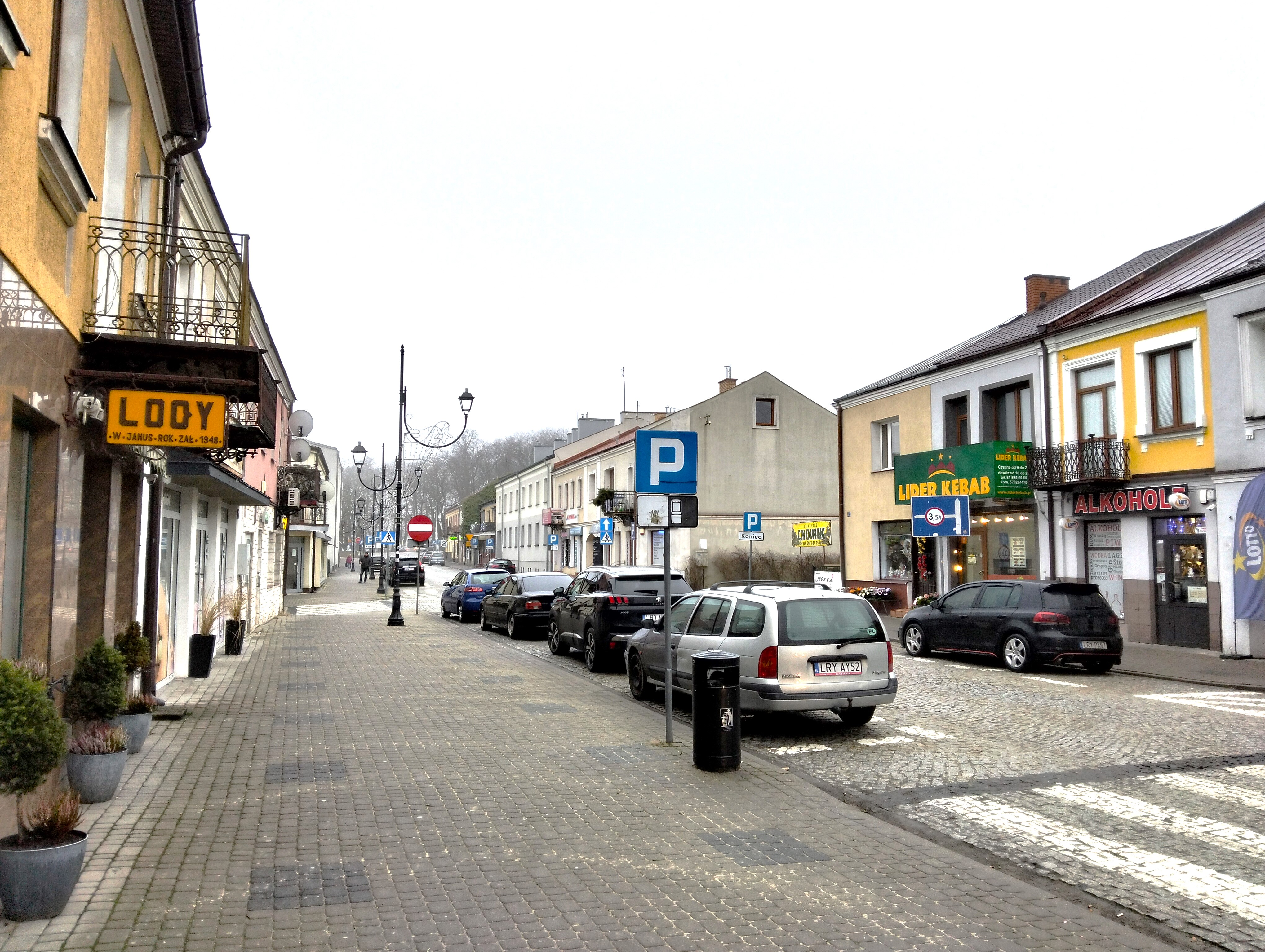
Rua Poniatowskiego

A partir de 1906, a aldeia pertenceu ao conde Adam Feliks Ronikier e, em 1913, tornou-se propriedade de Marta Ludwika Marchwicka − a última proprietária. Com a eclosão da Segunda Guerra Mundial, 4 500 pessoas viviam na aldeia. Os ataques aéreos alemães destruíram parte dos edifícios de Ryki em 10 e 11 de setembro de 1939. Durante a ocupação nazista, ocorreu o extermínio da população e a destruição de edifícios. Após a criação do gueto pela administração alemã em março de 1941, 3 500 judeus viviam em Ryki. O gueto foi liquidado em 7 de maio de 1942. A maioria dos habitantes judeus de Ryki foi assassinada nos campos de extermínio alemães de Treblinka e Sobibor. Após a guerra, a lenta reconstrução e o pouco desenvolvimento mudaram a situação, criando o condado de Ryki em 1956 e restaurando os direitos de cidade em 1957. Um hospital e escolas foram construídas, uma fábrica de laticínios e uma fábrica de forragem concentrada foram inauguradas. Em 1976 foi inaugurada a fábrica de processamento e congelamento de hortaliças e frutas da CSO Hortex, com capacidade de produção de 28 mil toneladas por ano, foi a maior fábrica deste tipo no país, teve um grande impacto na especialização das culturas e na intensificação das culturas na área.

## Linha do tempo
Fonte —
- Século XI — fundação do assentamento na Terra de Sieciechów
- Século XII — criação da castelania de Sieciechów, o primeiro centro de poder na área da margem esquerda e direita do rio Vístula, cobrindo a área da atual Ryki
- Séculos XIII e XIV — aumento da importância de Stężyca
- Século XIV — declínio da importância de Sieciechów
- Segunda metade do século XV — as terras da antiga castelania de Sieciechów tornam-se um distrito de Stężyca. A cidade de Stężyca se torna o principal centro político e econômico da região. Os tribunais municipais e fundiários iniciam aí a sua atividade. É então que a terra de Stężyca é definida nas fronteiras das quais Ryki estava localizada
- 1397 — divisão da parte da voivodia de Sandomierz na margem esquerda do rio Vístula em três condados: Sandomierz, Radom e Chęciny. A Terra de Stężyca — com Ryki — estava subordinada à autoridade do starosta da cidade de Radom. Tribunais: municipais e de terras, são transferidos de Stężyca para Radom
- 1424 — menção da vila real de Riki
- 1568 — exclusão da subordinação do starosta da cidade de Radom, com a transferência dos tribunais municipais e de terras para Stężyca
- 1570 — primeira visita conhecida da paróquia em Ryki, havia uma igreja de madeira de São Tiago, Apóstolo
- 1570 — primeiras informações sobre o funcionamento da escola paroquial
- 1585 — das terras do sudeste das Terras de Stężyca, a Terra de Ryki foi criada, com sede em Ryki
- 1591 — o herdeiro da aldeia de Zalesie, Mikołaj Zaleski, funda um hospital paroquial
- 1598 — uma inspeção paroquial dá conta da existência de uma igreja de madeira de São Estanislau de Szczepanów
- 1617 — outra visita paroquial menciona a existência de uma igreja de madeira da Anunciação da Bem-Aventurada Virgem Maria
- 1622 — fundada a Irmandade de Santa Ana
- 1637 — fundada a Confraria do Santo Escapulário
- 1653 — já existia uma igreja de madeira de São Tiago, Apóstolo, construída pelo pároco Piotr Ciecierski
- 1663 — o condado de Ryki consiste em uma cidade: Okrzei, 3 fazendas: Brusów, Babice e Ownia, e 15 aldeias: Ryki, Swaty, Sierskowola, Sarny, Bazanów, Oszczywilk, Ogonów, Rososz, Grabów, Chrustne, Babice, Dąbia, Wylezin, Skruda e Ownia
- 1693 — fundada uma capela paroquial, a única na diocese da Cracóvia no século XVII

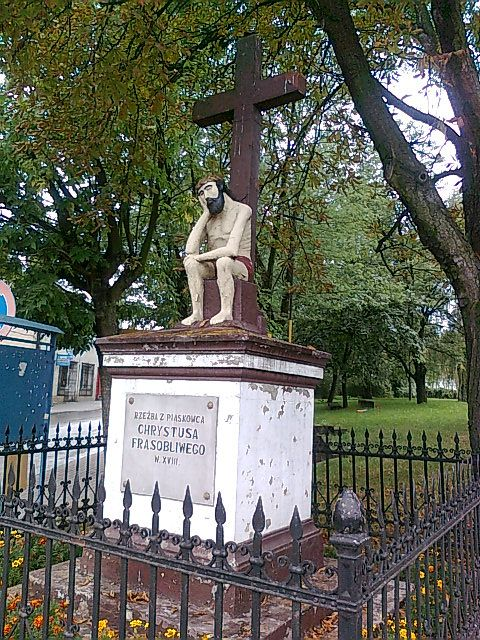
Cristo pensativo − imagem do século XVIII

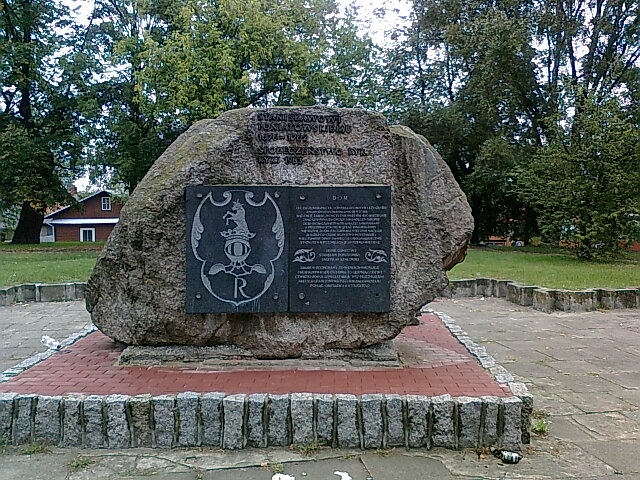
Bloco errático − monumento com uma placa comemorativa do local do antigo templo e o local de colocação das cinzas de Stanisław Poniatowski − pai de Stanisław August Poniatowski − rei da Polônia

- 1718 — uma tempestade destrói a igreja de São Tiago, Apóstolo
- 1736 — o pároco Władysław Zaleski construiu uma nova igreja de madeira de São Tiago, Apóstolo
- 1736 — primeira menção à existência da Irmandade do Santo Rosário
- 2 de julho de 1744 — incêndio na igreja de São Tiago, Apóstolo
- 1757 — construção da primeira igreja paroquial de tijolos de São Tiago, Apóstolo, graças ao padre Aleksandrowi Trembińskiemu
- 1762 — morte do starosta de Ryki, o castelão de Cracóvia, Stanisław Poniatowski, pai do futuro rei da Polônia
- 1782 — Ryki recebeu os direitos de cidade
- 23 de novembro de 1793 — transferência dos tribunais municipais e fundiários de Stężyca para Ryki
- 1794 — um grande incêndio destrói a maioria da cidade
- 1795—1809 — como resultado da terceira partição da Polônia, Ryki é atribuído à partição austríaca, na província da Galiza Ocidental (Nova Galiza)
- 1809—1815 — Ryki é designada para o Ducado de Varsóvia, departamento de Siedlce, no condado de Żelechów
- 1810 — perda dos direitos de cidade
- 1815 — Ryki está nas fronteiras do Reino da Polônia, que faz parte do Império Russo (partição russa)[1]
- 1816 — pertencente à voivodia da Podláquia (rebatizada de departamento de Siedlce), distrito de Łuków, condado de Żelechów
- 1836 — Jan Jezierski compra Ryki do Tesouro do Estado, estabelecendo uma fazenda de carpas. Graças a isso, Ryki ficou conhecida como a “capital da carpa”
- 7 de março de 1837 — renomeando a voivodia da Podláquia para governorado de Siedlce
- 11 de outubro de 1842 — Ryki pertence ao condado de Łuków (rebatizado de distrito), distrito de Żelechów (rebatizado de condado)
- 1842 — uma comunidade judaica independente é fundada, um importante centro do movimento hassídico[6]
- 1 de janeiro de 1845 — atribuição ao governorado de Lublin (formado pela fusão dos governadorados de Lublin e Podláquia), no condado de Łuków, distrito de Żelechów
- 3 de março de 1859 — Ryki pela primeira vez torna-se uma comuna composta por aglomerados
- 13 de janeiro de 1867 — incorporação ao governorado de Siedlce (excluída do governorado de Lublin), condado de Garwolin
- 1908—1914 — construção de uma nova igreja de tijolos do Santíssimo Salvador
- 1908 — em Ryki viviam 2 214 habitantes, incluindo 2 077 judeus (93% da população total), enquanto em 1921 − 3 530 habitantes, incluindo 2 419 judeus (68%)[6]
- 22 de janeiro de 1916 — atribuição ao Governador-Geral de Varsóvia, condado de Garwolin
- 2 de agosto de 1919 — incorporação à voivodia de Lublin, condado de Garwolin
- 1926 — fundação do Banco Cooperativo Judaico[6]
- 1936 — ocorrem excessos antissemitas[7]
- 2 de agosto de 1939 — designação para a voivodia de Varsóvia, condado de Garwolin
- 1940 – demolição da antiga igreja de tijolos de São Tiago, Apóstolo
- 7 de maio de 1942 — alguns dos habitantes do gueto foram deportados pelos alemães para o centro de extermínio de Sobibor[6]
- Outubro de 1942 — liquidação do gueto, durante a qual a maioria da população foi transportada para o centro de extermínio em Treblinka e o restante para um campo de trabalhos forçados[6]
- 26 de julho de 1944 — o Exército Nacional liberta Ryki do poder do ocupante alemão
- 1 de janeiro de 1956 — é criado o condado de Ryki, separado do condado de Garwolin, localizado na voivodia de Varsóvia
- 1 de janeiro de 1957 — Ryki obteve novamente os direitos de cidade
- 1 de junho de 1975 — introduzida a divisão do poder em dois níveis: comunas e voivodias; a comuna de Ryki foi incorporada à voivodia de Lublin[8]
- 1 de janeiro de 1999 — Ryki se torna a sede da comuna e do condado na nova voivodia de Lublin
- 2000 — construído o centro de transmissão de rádio e televisão em Ryki com uma antena de 210 m de altura
- 2023 — inauguração do pavilhão esportivo e de espetáculos[9]

## Clima
Conforme a classificação climática de Köppen-Geiger, Ryki situa-se na zona Cfb − clima temperado oceânico. Na cidade de Ryki, a temperatura média anual é de 9,3° C. Nesta área, a precipitação média anual é de 711 mm. Está localizada no Hemisfério Norte. Os meses de verão são: junho, julho, agosto, setembro. O mês mais seco é fevereiro, com 43 mm de precipitação. O mês mais quente do ano é julho, com temperatura média de 20,3 °C. A temperatura média mais baixa do ano ocorre em janeiro e é de aproximadamente -2,1 °C.
A diferença de precipitação entre o mês mais seco e o mais úmido é de 47 mm. A variação de temperatura durante o ano é de 22,4 °C. O mês com a maior umidade relativa é novembro (84%). O mês com a menor umidade relativa é junho (65%). O mês com o maior número de dias de chuva é julho (10 dias). O mês com o menor número é outubro (7 dias).
| Dados climatológicos para Ryki | Dados climatológicos para Ryki | Dados climatológicos para Ryki | Dados climatológicos para Ryki | Dados climatológicos para Ryki | Dados climatológicos para Ryki | Dados climatológicos para Ryki | Dados climatológicos para Ryki | Dados climatológicos para Ryki | Dados climatológicos para Ryki | Dados climatológicos para Ryki | Dados climatológicos para Ryki | Dados climatológicos para Ryki | Dados climatológicos para Ryki |
| Mês | Jan                            | Fev                            | Mar                            | Abr                            | Mai                            | Jun                            | Jul                            | Ago                            | Set                            | Out                            | Nov                            | Dez                            | Ano                            |
| --- | ------------------------------ | ------------------------------ | ------------------------------ | ------------------------------ | ------------------------------ | ------------------------------ | ------------------------------ | ------------------------------ | ------------------------------ | ------------------------------ | ------------------------------ | ------------------------------ | ------------------------------ |
| Temperatura máxima média (°C) | 0,2                            | 2,0                            | 7,1                            | 14,1                           | 19,2                           | 22,4                           | 24,5                           | 23,9                           | 18,7                           | 12,6                           | 7,0                            | 2,3                            | 12,8                           |
| Temperatura média (°C) | −2,1                           | −0,8                           | 3,2                            | 9,5                            | 14,8                           | 18,2                           | 20,3                           | 19,6                           | 14,8                           | 9,3                            | 4,8                            | 0,3                            | 9,3                            |
| Temperatura mínima média (°C) | −4,5                           | −3,8                           | −0,8                           | 4,5                            | 9,9                            | 13,4                           | 15,8                           | 15,2                           | 11,0                           | 6,3                            | 2,6                            | −1,7                           | 5,7                            |
| Precipitação (mm) | 47                             | 43                             | 50                             | 54                             | 74                             | 74                             | 90                             | 68                             | 66                             | 50                             | 47                             | 48                             | 711                            |
| Dias com chuva | 8                              | 8                              | 9                              | 8                              | 9                              | 9                              | 10                             | 7                              | 8                              | 7                              | 8                              | 8                              | 99                             |
| Umidade relativa (%) | 83                             | 81                             | 75                             | 66                             | 66                             | 65                             | 68                             | 68                             | 73                             | 78                             | 84                             | 83                             | 74,2                           |
| Insolação (h) | 2,5                            | 3,3                            | 5,5                            | 8,7                            | 10,2                           | 11,1                           | 11,1                           | 10,3                           | 7,2                            | 5,1                            | 3,3                            | 2,3                            | 80,6                           |
| Fonte: Climate-Data.org Dados: 1991−2021: temperatura mínima (°C), temperatura máxima (°C), precipitação (mm), umidade, dias chuvosos. Dados: 1999−2019: horas de sol |                                |                                |                                |                                |                                |                                |                                |                                |                                |                                |                                |                                |                                |

## Demografia
Conforme os dados do Escritório Central de Estatística da Polônia (GUS) de 31 de dezembro de 2022, Ryki é uma cidade pequena com uma população de 9 098 habitantes (21.º lugar na voivodia de Lublin e 422.º na Polônia), tem uma área de 27,2 km² (13.º lugar na voivodia de Lublin e 209.º lugar na Polônia) e uma densidade populacional de 334 hab./km² (30.º lugar na voivodia de Lublin e 706.º lugar na Polônia). Nos anos 2002–2021, o número de habitantes diminuiu 2,6%.
Os habitantes de Ryki constituem cerca de 16,59% da população do condado de Ryki, constituindo 0,45% da população da voivodia de Lublin.
| Descrição                         | Total      | Total    | Mulheres   | Mulheres | Homens     | Homens   |
| --------------------------------- | ---------- | -------- | ---------- | -------- | ---------- | -------- |
| unidade                           | habitantes | %        | habitantes | %        | habitantes | %        |
| população                         | 9 098      | 100      | 4 761      | 52,3     | 4 337      | 47,7     |
| superfície                        | 27,2 km²   | 27,2 km² | 27,2 km²   | 27,2 km² | 27,2 km²   | 27,2 km² |
| densidade populacional (hab./km²) | 334        | 334      | 174,7      | 174,7    | 159,3      | 159,3    |

## Monumentos históricos

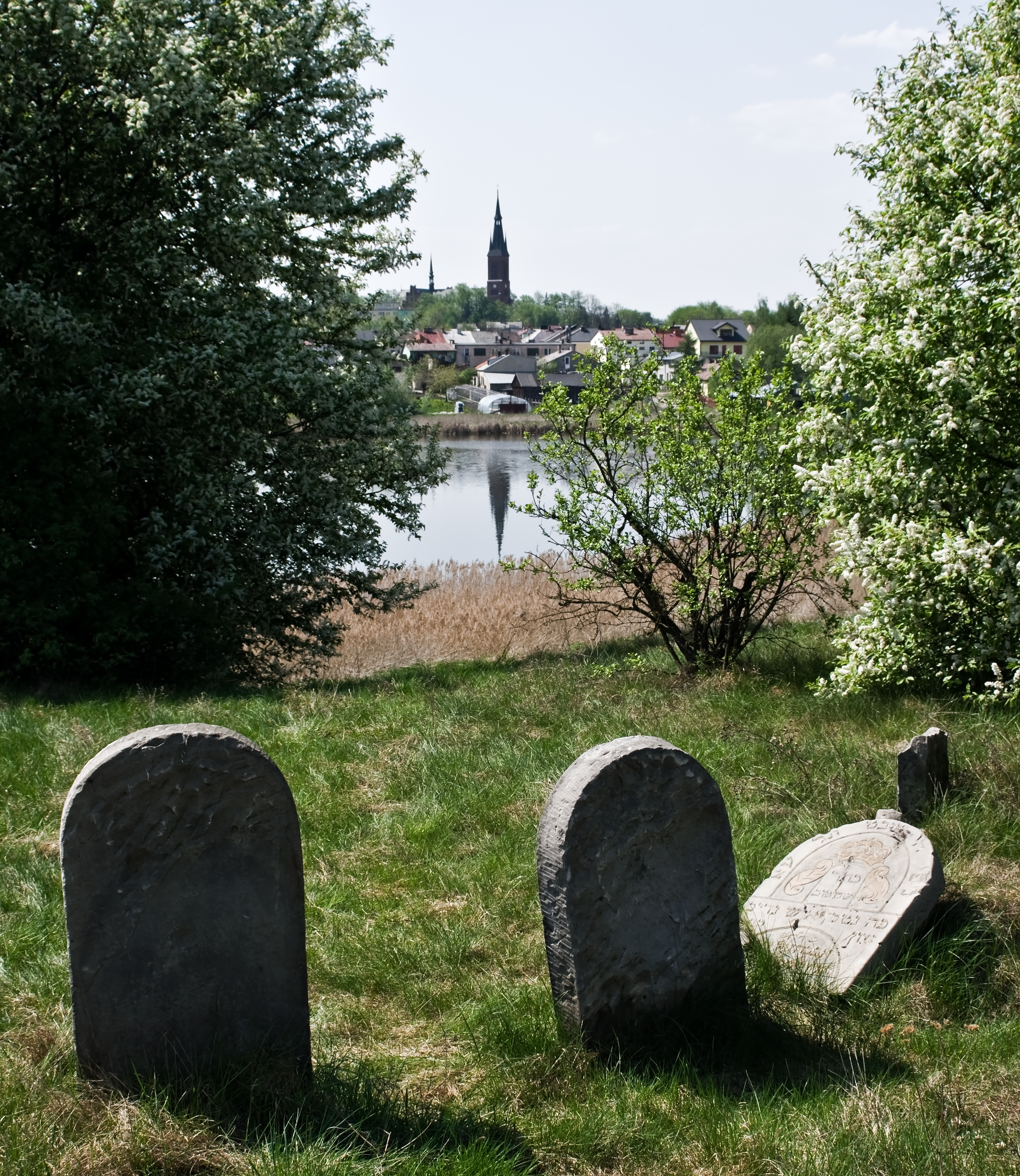
Cemitério judaico

- Igreja neogótica do início do século XX (construção 1908–1914), projetada por Józef Dziekoński, com um quadro pintado por Leon Wyczółkowski
- Palácio do século XVIII − residência de Stanisław Poniatowski,[15][16] atualmente um centro comunitário
- Parque e antigo cemitério do século XIX (sepulturas de insurgentes de Janeiro)
- Praça no local da inexistente igreja paroquial de São Tiago com a escultura de Jesus Pensativo (século XVIII)
- Bloco errático − monumento com uma placa comemorativa do local do antigo templo e o local onde as cinzas de Stanisław Poniatowski − pai do rei polonês foram enterradas
- Vários monumentos e um cemitério judeu
- Sinagoga de meados do século XIX.

Antes de 1939, quase 70% dos habitantes de Ryki eram judeus, mas morreram durante a Segunda Guerra Mundial.

## Economia
Os maiores locais que empregam trabalhadores em Ryki são: Zakład Przetwórstwa Owocowo-Warzywnego “Polski Ogród” Sp. z o.o. − processamento de vegetais e frutas; Cooperativa de Laticínios Ryki; Juwent s.c. − fabricante de equipamentos de ar condicionado e ventilação e Juwent sp. z o.o. − fabricante de portas e janelas de metal.

## Transportes

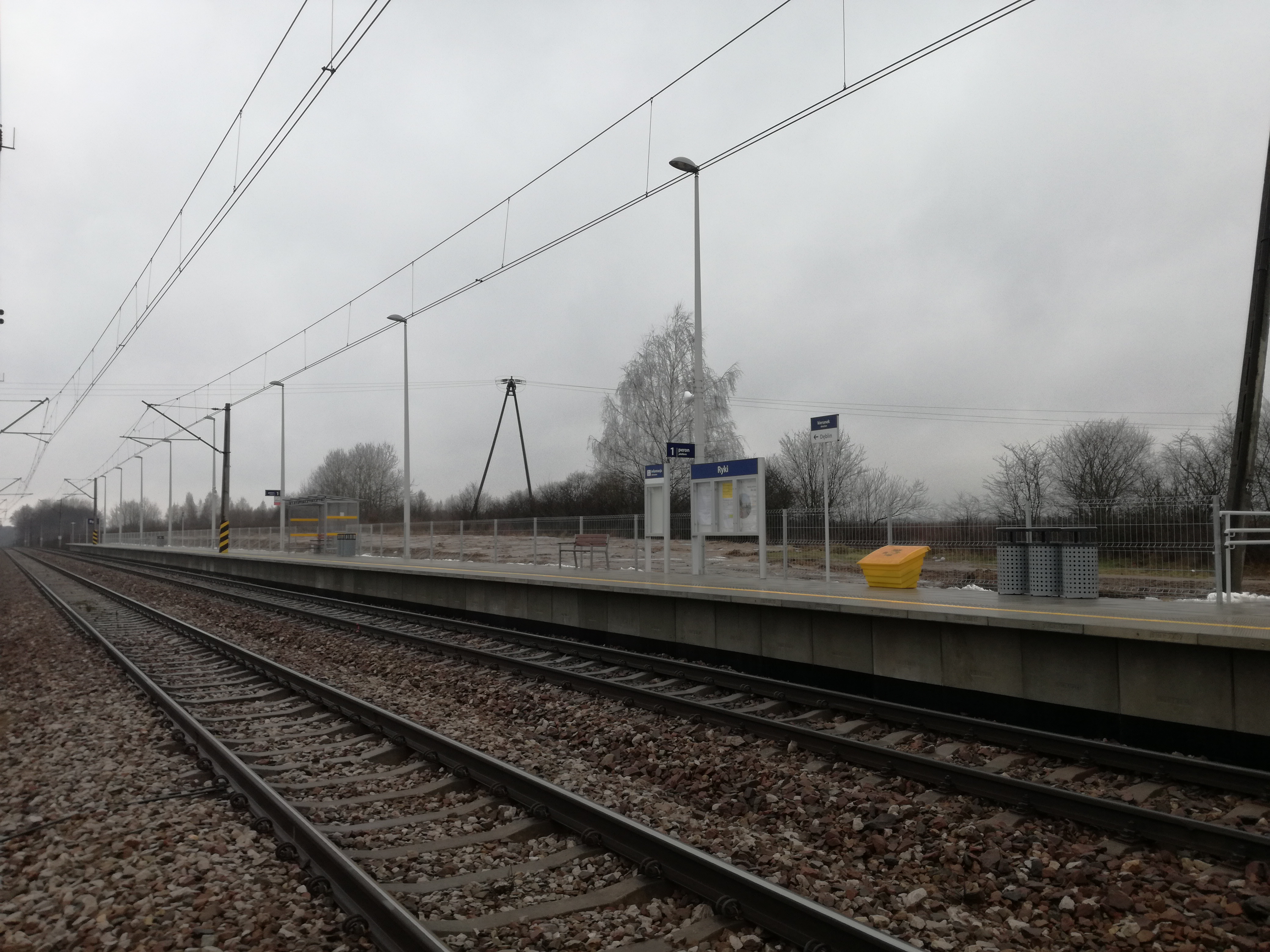
Estação ferroviária em Ryki

### Transporte rodoviário
A cidade é contornada a partir do leste pela via expressa  , com os entroncamentos Ryki Norte (em Kazimierzyn) e Ryki Sul (em Moszczanka), onde faz interseção com a estrada nacional .

### Transporte por ônibus
As estradas locais para Żelechów, Stężyca, Nowodwór e Serokomla também desempenham um papel importante. A principal transportadora na cidade e no condado é a Przedsiębiorstwo Komunikacji Samochodowej em Rykach Sp. z o.o., desmembrada em 1 de agosto de 2016 da PKS Puławy liquidada e assumida pela cidade, que opera conexões para, entre outros, Varsóvia, Dęblin, Lublin, Puławy, Żelechów, Baranów, Łuków e Maciejowice e tem uma rodoviária na rua Warszawska. A empresa PKS Garwolin desempenha um papel menor na cidade e no condado. O transporte privado também opera, fazendo conexões mais frequentes para Lublin e Varsóvia e menos frequentes para Puławy, Dęblin, Poniatowa e Żelechów.

### Transporte ferroviário
A linha de trem n.° 26 (Łuków – Radom) passa pela cidade. Há uma parada de trem localizada a 2 km ao sul do centro da cidade. A Polregio fornece conexões diretas de Ryki com, entre outras, Dęblin, Lublin, Łuków e Biała Podlaska.

## Administração
Ryki é a sede do condado de Ryki e de outras instituições do condado (departamento de emprego, etc.), o tribunal distrital, a procuradoria distrital, a repartição de finanças, a estação de inspeção sanitária, as inspeções ZUS e KRUS, a delegacia de polícia, uma filial da Agência para a Reestruturação e Modernização da Agricultura, etc. A cidade é membro da União de cidades polonesas. Também é coberta pelas atividades do Grupo de Ação Local “Melhor Futuro da Terra de Ryki” e do Grupo Local de Pesca “No vale do Tyśmienica e Wieprz”.

## Educação

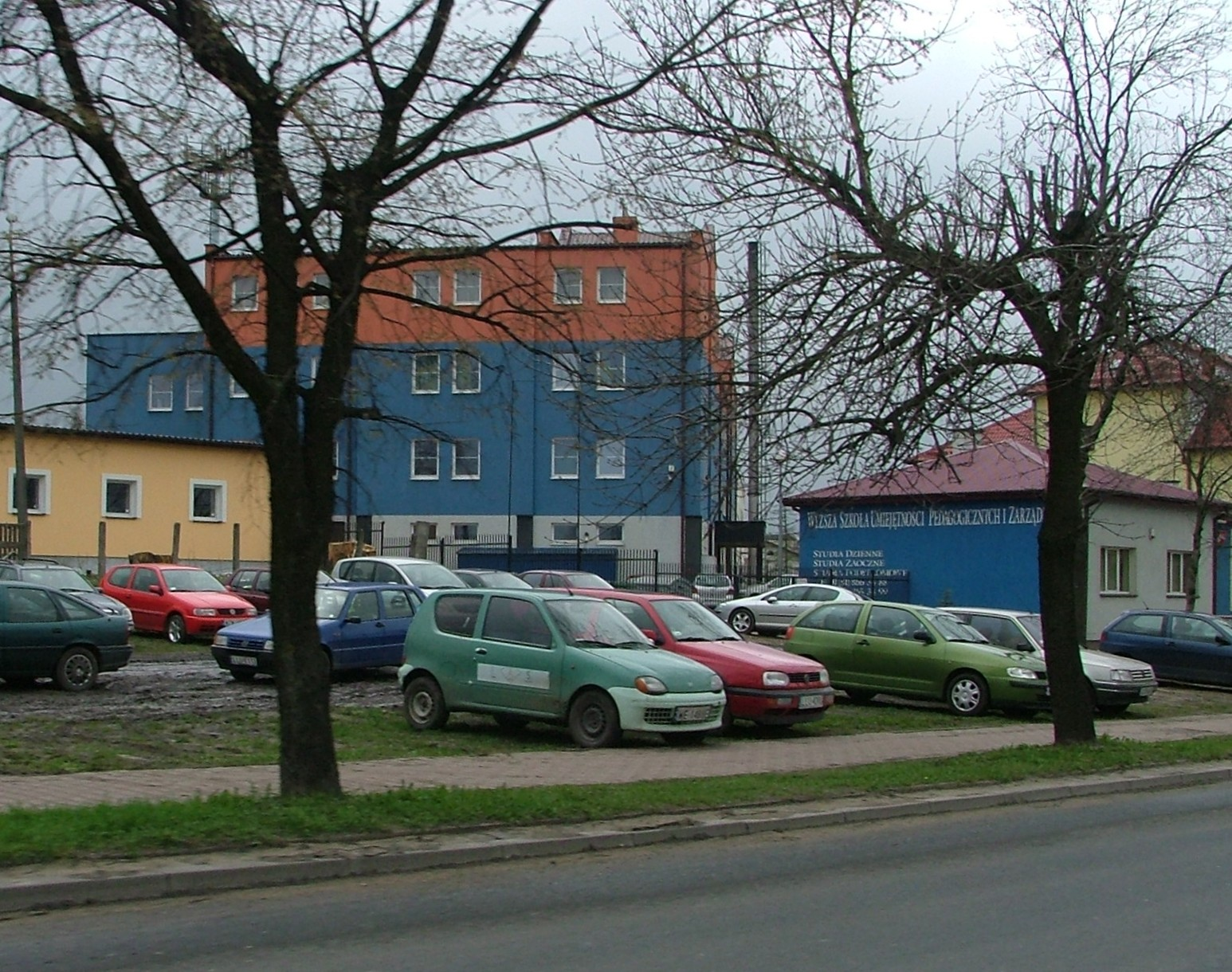
Universidade de Ciências Aplicadas de Lublin em Ryki

A primeira escola em Ryki foi fundada em 1901. Atualmente (2023) suas sedes em Ryki são:
- Escola primária pública Marian Osiński[26]
- Escola de ensino médio Maria Skłodowska-Curie[27]
- Complexo de Escolas Secundárias João Paulo II[28]
- Complexo de Escolas Profissionalizantes n.º 1 Władysław Korżyk[29]
- Complexo de Escolas Profissionalizantes n.º 2 Leon Wyczółkowski[30]
- Primeiro estudo vocacional particular pós-secundário para adultos[31]
- Universidade de Ciências Aplicadas de Lublin em Ryki (anteriormente: Universidade de Competências Pedagógicas e Gestão)
- Primeiro estudo vocacional pós-secundário para adultos[32]

## Cultura

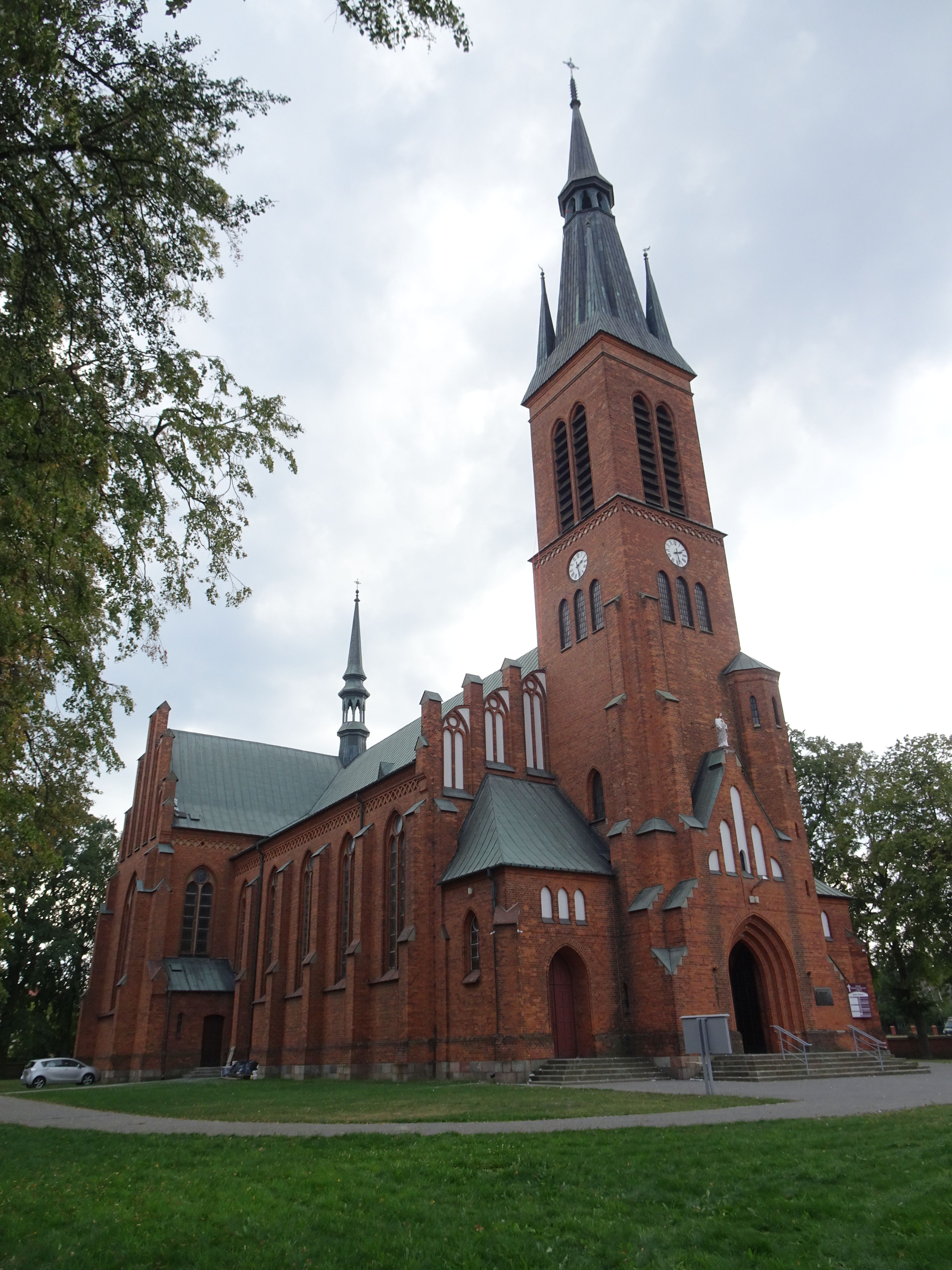
Igreja paroquial católica do Santíssimo Salvador

O Centro Cultural Municipal e Comunal de Ryki, com sede no Palácio Poniatowski, trabalha pela cultura. Conjuntos de canto se reúnem em torno do Centro, especialmente dos círculos de donas de casa da aldeia local. Os eventos cíclicos organizados em Ryki incluem: Festa da Carpa do Vale do Wieprz, Revisão dos Grupos de Cantoras das Donas de Casa da Vila, Mercado de Natal e Fim de semana com LRY (os dois últimos organizados pela Fundação para o Desenvolvimento Cívico-Ryki) (em 2015, ao invés da Feira, a Fundação lançou um CD de cânticos de Natal). O semanário “Twój Głos Gazeta Powiatu Ryckiego” é publicado em Ryki.

## Comunidades religiosas
- Igreja Católica de Rito Latino:
  - Paróquia do Santíssimo Salvador[35]
- Testemunhas de Jeová:
  - Igreja (Salão do Reino, rua Piaskowa 27)

## Esportes
Em Ryki existem:
- Clube Esportivo Municipal “Ruch” Ryki (futebol)[36]
- Clube Esportivo Municipal “TUR” Ryki (levantamento de peso básico)[37]
- Clube de Karatê Tradicional Ryki[38] e
- Clube Esportivo Paroquial “Arka” Ryki (tênis de mesa, basquetebol).

A Fundação para o Desenvolvimento Cívico-Ryki organiza a corrida de rua “Run For Ryki” desde agosto de 2010 e, em 2011–2014, organizou a Liga de Basquetebol de Ryki. Está disponível uma piscina coberta do condado.